# Michał Bagiński
Michał Bagiński (ur. 16 marca 1980 roku w Olsztynie) − polski muzyk, sideman, kompozytor, realizator i producent muzyczny, założyciel, wokalista i gitarzysta zespołu KookaburrA. W latach 2001–2004 członek zespołu Kangaroz, 2005–2009 gitarzysta zespołu Big Day. Od 2007 kierownik muzyczny zespołu Marka Piekarczyka - Źródło. W latach 2005–2016 współpracował  z projektem Yugopolis. Od 2017 gitarzysta w zespole Loka.